# Viljandi vald (commune)
Pour les articles homonymes, voir Viljandi (homonymie).
Viljandi est une commune rurale située dans le comté de Viljandi en Estonie. La population s'élevait à 13 569 habitants en 2019.

## Géographie
Elle s'étend sur 1 372 km2 au centre du comté homonyme. La ville de Viljandi, qui possède sa propre administration, est enclavée dans le territoire de la commune du même nom.
Elle comprend les petits bourgs (alevik) de Kolga-Jaani, Mustla, Ramsi et Viiratsi, ainsi que les villages d'Aidu, Aindu, Alustre, Auksi, Eesnurga, Heimtali, Hendrikumõisa, Holstre, Intsu, Järtsaare, Jämejala, Jõeküla, Kaavere, Karula, Kassi, Kibeküla, Kiini, Kiisa, Kingu, Kokaviidika, Kookla, Kuudeküla, Laanekuru, Lalsi, Lätkalu, Leie Leemeti, Loime, Lolu, Loodi, Luiga, Mäeltküla, Mähma, Marna, Matapera, Meleski, Moori, Mustapali, Mustivere, Odiste, Oiu, Oorgu, Otiküla, Paistu, Päri, Parika, Pärsti, Peetrimõisa, Pinska, Pirmastu, Puiatu, Pulleritsu, Raudna, Rebase, Rebaste, Ridaküla, Rihkama, Ruudiküla, Saareküla, Saarepeedi, Savikoti, Sinialliku, Sultsi, Surva, Taari, Taganurga, Tänassilma, Tobraselja, Tohvri, Tömbi, Tõnissaare, Tõrreküla, Turva, Tusti, Tõnuküla, Uusna, Vaibla, Väike-Kõpu, Välgita, Valma, Vanamõisa, Vana-Võidu, Vanavälja, Vardi, Vardja, Vasara, Verilaske, Viisuküla, Vissuvere et Võistre.

## Histoire
Entre 1939 et 1950, une commune de Viljandi existe avec des limites territoriales différentes.
La commune actuelle est créée en octobre 2013 par la fusion des communes de Paistu, Pärsti, Saarepeedi et de Viiratsi. Lors de la réorganisation administrative d'octobre 2017, son territoire est agrandi par l'annexion des anciennes communes de Kolga-Jaani et de Tarvastu.

## Politique et administration
La commune est dirigée par un maire et un conseil de vingt-sept membres élus pour un mandat de quatre ans.
| Période      | Période      | Identité  | Étiquette | Qualité |
| ------------ | ------------ | --------- | --------- | ------- |
| octobre 2013 | octobre 2017 | Ene Saar  |           |         |
| octobre 2017 | en cours     | Alar Karu |           |         |